# Fentió
El fentió és un insecticida, avicida i acaricida del grups dels organofosforats. Com la resta del seu grup, la seva via d'actuació és la inhibició de la colinesterasa. El nom segons la IUPAC és el O,O-dimetil O-4-metiltio-m-tolil fosfotionat. Segons la World Health Organization presenta una baixa toxicitat per a humans i mamífers.

## Utilitats de l'insecticida
El fentió és un insecticida que actua pel contacte, a l'estómac i sobre les vies respiratòries. Utilitzat àmpliament en la lluita contra diferents plagues. Resulta especialment efectiu contra mosquits, cigales o mosques de la fruites, entre moltes altres.
Basant-nos en l'alta toxicitat que presenta per als ocells, aquests organofostat també s'ha utilitzat per controlar els ocells teixidors i paràsits d'aquests que arrosseguen. També s'empra aquest insecticida per controlar les polls, pusses i altres paràsits dels gossos.
Alguns dels noms comercials que rep aquesta substància poden ser Avigel, Avigrease, Entex, Baytex, Baycid, Dalf, DMPT, Mercaptophos, Prentox, Fenthion 4E, Queletox, and Lebaycid.

## Característiques químiques
Es tracta d'un líquid oilós incolor amb una densitat de 1.25 g/cm3 a 20 °C. No s'ha aconseguit solidificar per sobre dels -80 °C i el seu punt d'ebullició és de 90 °C. És estable enfront de la radiació de la llum fins als 210 °C. També relativament estable sota condicions àcides i moderadament estable en solucions alcalines.

## Riscos

### Toxicitat
El moderadament tòxic per ingestió, inhalació o via cutània. Afecta el sistema nerviós central i al sistema respiratori. A més, pot irrita els ulls i les mucoses membranoses. Com tots els organofosforats, és absorbit molt efectivament per la pell quan es produeix el contacte, per això cal un rentat a consciència de la superfície contaminada.
Els primers efectes que apareixen després de la inhalació son malestar generalitzat, problemes per respirar i tos. A més, els ulls s'irriten, llagrimeig constant i constricció de les pupil·les, entre altres problemes.
El fentió presenta un LD50 en rates de 180 a 298 mg/kg o de 260mg/kg en porcs. La concentració letal 50 o LC50 (causa la mort a la meitat d'invidus estudiats) és per a rates inhalant 1 hora el fentió de 2.4 a 3.0 mg/l.

### Comportament a l'organisme
Com a tret comú amb la resta d'insecticides organofosforats, el fentió té tendència a ser persistent i bioconcentrar-se en sistemes vius
Als animals, el fentió és ràpidament absorbit al fluid sanguini a través del tracte digestiu, pulmons o pell. Posteriorment es degrada i els seus productes s'eliminen per l'orina o les deposicions en un període de 3 dies. El fentió és lipofílic, és a dir, tendència a dipositarse en teixit adipós.
En vaques que els va subministrar via dérmica una dosis de 9 mg de fentió marcat radiològicament per kg, el 50% de la dosis va ser excretada en l'orina, el 2% en les deposicions i entre un 1.5 i un 2% va ser recuperat a la llet de l'animal

## L'insecticida al medi ambient

### Estudi del fentió en sòls i vegetació
El fentió s'absorbeix fortament a les partícules del sòl. Aquesta adsorció fa que l'insecticida tingui menys tendència a moures, o bé, ésser arrossegat per l'aigua que es filtra per terra. Al sól, els residus d'aquesta substància persisteixen aproximadament unes 4 o 6 setmanes.
Pel que fa a la vegetació, el fentió és fitotòxic per una gran varietat de conreus i plantes com per exemple per diverses espècies de roses. Però la seva toxicitat depèn de la dosis aplicada a cada planta. Val a dir, que el fullatge mai ha de ser ruixat amb l'insecticida per sobre dels 32 °C.

### Estudi del fentió en medi aquós
S'ha de ser especialment curós en què aquest insecticida no entri en conctacte amb aigües de rius, llacs o pous. Ni tampoc en materials que entrin en contacte amb l'aigua de la pluja que pugui anar a parar als llocs citats abans. Diferents estudis confirmen que el fentió en aigua té un temps de vida mitjana de 2 setmanes i fins a un mes després encara es troba a la mostra d'aigua més d'un 10% de la quantitat aplicada

## Degradació en la natura
Els mecanismes més comuns per a la degradació del fentió al medi ambient són la fotodegradació i la biodegradació. Els vapors a pressió atmosfèrica de l'insecticida reaccionen via fotòlisis amb radicals hidroxils, amb un temps de vida mitjana d'unes 5 hores. Al sól i en medi aquós, el mecanisme predominant també és per la fotodegradació si hi ha prou llum solar, però també hi pot haver d'altres. A l'aigua, el temps de vida mitjana del fentió varia entre 3 i 21 dies. En canvi al sól la degradació és molt més graduals, arribant a períodes de 4 o 6 setmanes.